# Митрофанов, Геннадий Геннадьевич
Геннадий Геннадьевич Митрофанов (род. 11 февраля 1970) — российский спортсмен, стрелок из лука. Чемпион мира в помещении и серебряный призер чемпионата мира в помещении в личных и командных соревнованиях (1993, 2011). Чемпион Европы и серебряный призер чемпионата Европы в командных соревнованиях (1994, 1996). Заслуженный мастер спорта по стрельбе из лука. Неоднократный чемпион и рекордсмен России.

## Биография
Стрелок из лука, представлял г. Иркутск. Был членом сборной России в течение многих лет.
Претендовал на участие в Олимпийских Играх в Барселоне (1992), Атланте (1996), Сиднее (2000) и Афинах (2004), но не был включён в окончательную заявку сборной.
Неоднократный чемпион и призёр первенств страны. Впервые стал призёром зимнего чемпионата СССР в 1989 г., спустя 22 года в 2011 г. стал бронзовым призёром летнего чемпионата России в командном зачёте.
Участник чемпионатов мира на открытом воздухе 1989 года в Лозанне, 1995 года в Джакарте, 1999 года в Рьоме, 2001 года в Пекине. Выиграл соревнования лучников на Играх доброй воли (1994).  Чемпион Европы 1996 года в командном зачёте.
Больших успехов добился в соревнованиях в закрытых помещениях. В 1993 г. выиграл титул чемпиона мира. В 2001 г. на чемпионате мира во Флоренции получил серебряную медаль в командном зачёте (вместе с Б. Цыремпиловым и Аланом Баликоевым).
1 июля 1993 г. ему было присвоено звание заслуженного мастера спорта России.

## Спортивные достижения
- Чемпион мира 1993 года (в помещении) в личном первенстве[4][5].
- Серебряный призёр чемпионата мира 2001 года (в помещении) в командном зачёте[6].
- Чемпион Игр доброй воли (1994)[2].
- Чемпион Европы 1996 года в командном зачёте[3].
- Рекордсмен России[8].